# The Casbah Coffee Club
The Casbah Coffee Club — рок-н-ролльный музыкальный клуб, находившийся в ливерпульском районе Вест Дерби в период с 1959 по 1962 годы. Заведение было задумано Моной Бест в качестве места, где её сыновья, Пит и Рори, а также их друзья могли встретиться и послушать популярную музыку и первоначально располагалось в подвале их частного дома. Идея клуба пришла к Моне после просмотра телевизионного репортажа о кофейне The 2i's Coffee Bar в лондонском квартале Сохо, где проводили время несколько местных музыкантов.
Группа The Quarrymen, в которую входили Джон Леннон, Пол Маккартни, Джордж Харрисон и Кен Браун, отправилась в этот клуб, чтобы договориться о своем первом выступлении. Мона согласилась предоставить музыкантам площадку, но отметила, что сперва ей нужно закончить покраску помещения. После чего все четверо взялись за кисти и помогли владелице закончить декорировать стены рисунками: пауков, звёзд и драконов. В дополнение к творческому вкладу юношей Синтия Пауэлл, впоследствии ставшая Синтией Леннон, нарисовала на стене силуэт Джона, который остаётся там и поныне. Группа часто выступала в «The Casbah», поскольку в других музыкальных заведениях, таких как «Cavern Club», предпочитали джазовую направленность материала исполнителей. Подвал клуба — в его оригинальном виде — существует поныне в качестве экспозиции.
В 2006 году младший министр культуры Дэвид Лэмми объявил, что бывшему угольному погребу Бестов должен быть присвоен статус исторического здания II степени и соответствующая мемориальная табличка. В настоящее время подвал открыт в качестве туристической достопримечательности Ливерпуля, наряду с домами Маккартни и Леннона на 20 Фортлин-Роуд и 251 Менлав-авеню соответственно.

## История
Мона Шоу родилась 3 января 1924 года в Дели и вышла замуж за Джона Беста в Индии, прежде чем переехать с ним и двумя детьми, Питом (род. 1941) и Рори (род. 1944) в Ливерпуль — на родину мужа (1945 год), где сменили несколько квартир. В 1948 году Бесты переехали на Куинскорт-роуд, где семейство прожило следующие 9 лет. В 1954 году Рори рассказал матери о большом викторианском доме на Хейманс Грин. Семейство Бестов утверждает, что после этого Мона приняла решение заложить все свои украшения, чтобы сделать ставку на лошадь жокея Лестера Пиггота выступавшего на скачках Epsom Derby с коэффициентом 33/1 (на сленге — «Never Say Die»). После победы женщина потратила выигрыш на покупку дома, который был приобретён Бестами в 1957 году. Особняк, построенный в 1860 году неизвестным архитектором, ранее принадлежал Консервативному клубу Западного Дерби, и отличался от большинства других жилых строений в Ливерпуле — он был расположен в стороне от шоссе, в нём было 15 спален и около 4000 м² (1 акр) земли прилегающих территорий. Все комнаты были окрашены в темно-зелёные или коричневые тона, сад был диким и неухоженным, а погреб использовался для хранения угля.

## The Casbah

Джон Леннон и Пол Маккартни выступают в клубе «The Casbah»

Идея создания клуба возникла после просмотра телевизионного репортажа о кофейне The 2i's Coffee Bar в лондонском квартале Сохо, где проводили время несколько местных музыкантов. 29 августа 1959 года Мона решила открыть клуб в подвале её дома, чтобы её сыновья, их друзья и другая молодежь могли встречаться и слушать популярную музыку того времени. Заведение должно было выгодно отличаться от местного «Cavern Club», руководство которого, на тот момент, одобряло только джазовый репертуар. Ежегодное членство в клубе стоило полкроны — чтобы «отсеять дебоширов» — и снабжала посетителей безалкогольными напитками, закусками, пирожными и кофе из эспрессо-машины, которой в то время не было ни в одном другом городском заведении. Музыка воспроизводилась на маленьком проигрывателе фирмы Dansette, звук которого усиливался через 3-дюймовый динамик. Мона пригласила группу Les Stewart Quartet, в которую входил Харрисон, выступить на открытие «The Casbah», однако музыканты отменили выступление из-за ссоры между Лесом Стюартом и Кеном Брауном, после того как последний пропустил репетицию. Поскольку 300 членских карточек были уже проданы, Харрисон сказал, что у него есть два друга в группе под названием The Quarrymen, которые отыграют вместо Les Stewart Quartet. Леннон, Маккартни и Харрисон отправились в «The Casbah», чтобы договориться о выступлении, Мона согласилась, однако отметив, что сначала ей нужно закончить покраску подвала. Все четверо взялись за кисти и помогли Моне закончить роспись стен пауками, радугами, звездами и драконами, однако, поскольку Леннон был близорук, он принял блеск за эмульсионную краску, которая долго сохла в темном сыром помещении. Синтия Пауэлл, впоследствии жена Леннона, нарисовала его силуэт на стене, который остаётся там и поныне.

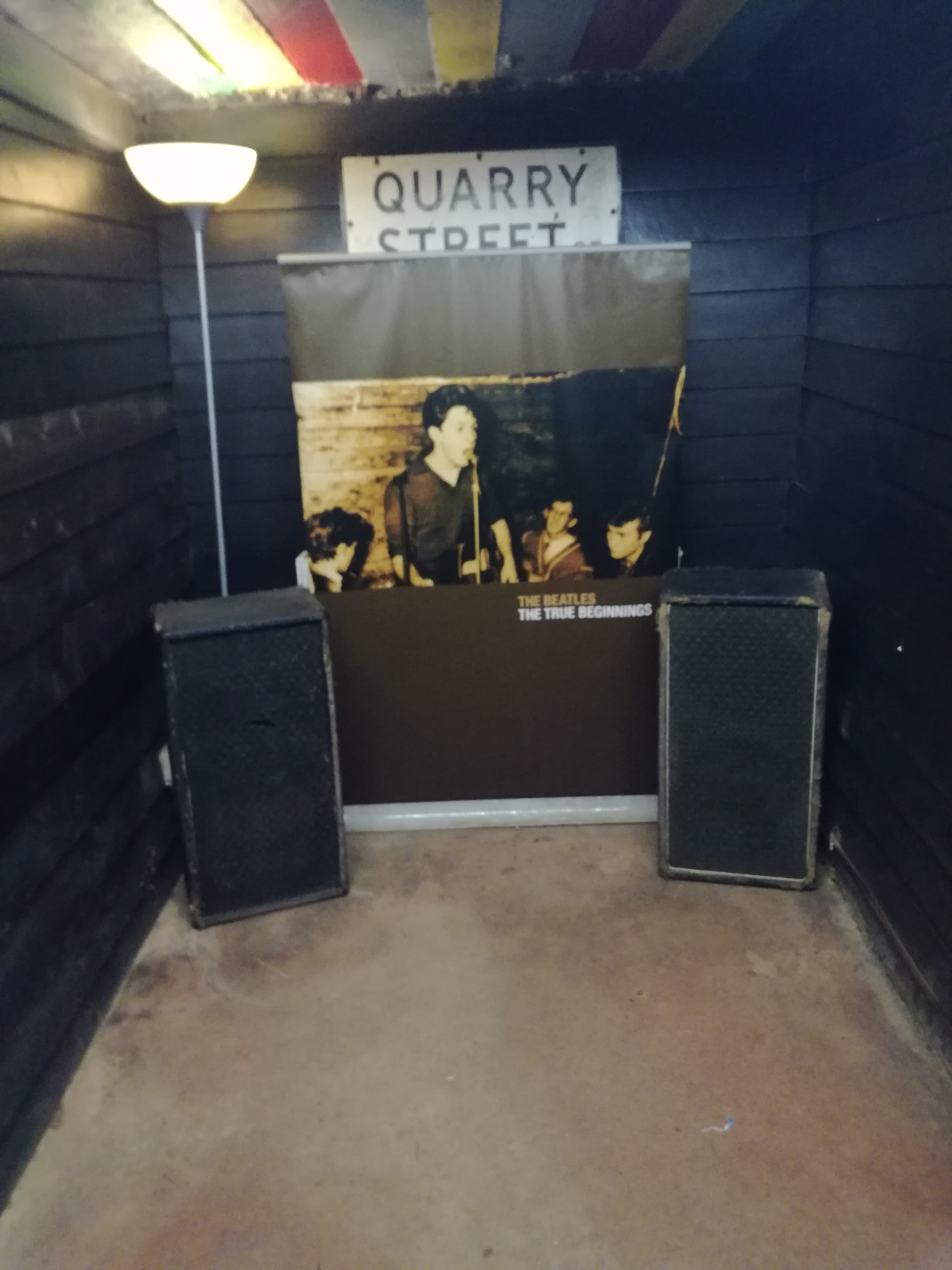
Помещение клуба в нынешнее время, с выставочной экспозицией

The Quarrymen отыграли в «The Casbah» серию из семи концертов по 15 шиллингов за каждый, выступления проходили по субботам — с 29 августа по октябрь 1959 года. Несмотря на неизменный состав участников — Леннон, Маккартни, Харрисон и Браун — характерной особенностью этих шоу был тот факт, что группа выступала без барабанщика, и только один микрофон был подключен к небольшой локальной системе усилителей. Концерт в честь открытия клуба посетило около 300 местных подростков, однако, так как в подвале не было кондиционера, а люди постоянно танцевали, температура в помещении поднималась очень высоко — некоторым становилось трудно дышать. После успеха дебютного выступления музыкантов, Мона предложила The Quarrymen стать резидентами клуба с окладом в £3 за шоу. Каждую неделю размер аудитории, желающей посетить клуб и посмотреть на группу, только возрастал, в связи с этим Мона начала взимать по одному шиллингу за вход в дополнение к ежегодному членскому взносу. Поскольку «The Casbah» не был оборудован усилителями, Леннон убедил Мону нанять молодого гитариста-любителя по имени Гарри, чтобы он выступал перед The Quarrymen с коротким сетом, однако это было лишь для того, чтобы группа потом могла использовать его 40-ваттный усилитель.
Во время учёбы в Университетской гимназии Бест решил создать собственную музыкальную группу, поэтому Мона купила ему ударную установку в магазине «Blackler». Коллектив Беста получил название Black Jacks, впоследствии он регулярно выступал в заведении матери, став резидентом клуба. Помимо Пита состав включал Чеса Ньюби, а также Кена Брауна, который на тот момент уже покинул The Quarrymen. Причиной ухода Брауна послужил инцидент, когда он пришёл на выступление The Quarrymen с температурой (это было 7-е субботнее шоу группы в «The Casbah»), в связи с чем Мона отправила юношу отдохнуть в комнату Беста. Это вызвало бурную негативную реакцию со стороны остальной части коллектива, так как когда Мона заплатила им, она разделила жалование на четверых, хотя музыканты хотели, чтобы деньги Брауна были поделены между ними тремя, мотивируя это тем, что они выступали втроём. Однако Мона настояла на своём решении, после чего музыканты отказались быть резидентами «The Casbah» и спешно покинули клуб. Хотя впоследствии иногда всё же выступали в нём и часто там бывали.
Колин Мэнли из группы The Remo Four также получил предложение выступать в клубе, который был единственным местом, где могли попробовать свои силы никому не известные, любительские коллективы в то время. Впоследствии, в «The Casbah» также выступали такие исполнители, как Силла Блэк, Rory Storm and the Hurricanes, The Searchers и Gerry & The Pacemakers. Именно в клубе «The Casbah» Леннон и Маккартни убедили Стюарта Сатклиффа (несколько лет выступавшего в составе The Beatles) купить бас-гитару Höfner модели 500/5 — известную в Европе как President bass — на деньги, которые он выиграл на художественной выставке Джона Мурса. Несмотря на то, что впоследствии список членов клуба превысил более тысячи человек, Мона решила закрыть клуб 24 июня 1962 года, причём The Beatles стала последней группой, которая там выступала.

## Нынешний статус

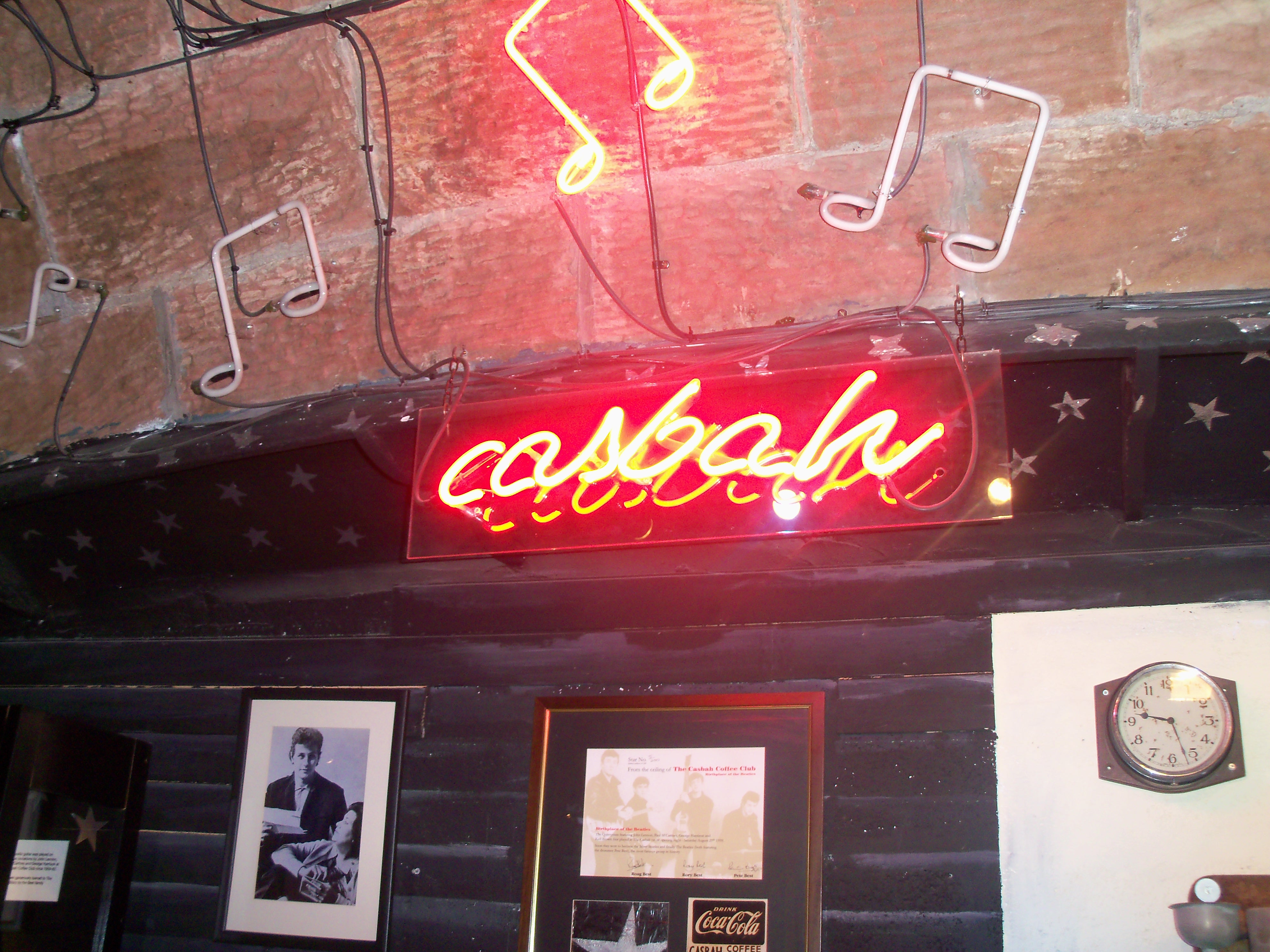
Экспонат, посвящённый клубу «The Casbah», в музее The Beatles

В 2006 году, после рекомендации со стороны Комиссии по историческим зданиям и памятникам Англии, младший министр культуры Дэвид Лэмми объявил, что бывшему угольному погребу Бестов должен быть присвоен статус исторического здания II степени и соответствующая мемориальная синяя табличка. В настоящее время подвал открыт в качестве туристической достопримечательности Ливерпуля, наряду с отроческими домами Маккартни и Леннона на 20 Фортлин-роуд и 251 Менлав-авеню соответственно. Здание бывшего клуба находится в 5,6 км от центра Ливерпуля, внутри проводятся только заранее забронированные экскурсии. По словам Маккартни: «Это хорошая идея, чтобы люди узнали побольше о „The Casbah“. Они знают о „The Cavern“, знают о некоторых сопутствующих вещах, но „The Casbah“ была местом, где все началось. Мы помогали там рисовать и тому подобное. Мы рассматривали его как на наш личный клуб».
Глава отдела охраны английского наследия (англ. Heritage Protection) по Северу Англии, Боб Хокинс, заявил: «Подвальные помещения клуба „The Casbah“ имеют историческое значение, поскольку они представляют собой осязаемое свидетельство становления The Beatles, их роста популярности и их устойчивого культурного влияния во всём мире. С момента своего закрытия в 1962 году клуб сохранился в удивительно хорошем состоянии, с настенными и потолочными росписями пауков, радуг, драконов и звезд — нарисованными оригинальными членами группы, а также музыкальным оборудованием 1960-х годов, усилителями и оригинальными стульями. Мы не знаем ни одного столь хорошо сохранившегося места, ни в Ливерпуле ни где-либо ещё».